# Verkiezingen voor het Europees Parlement 2009/Kandidatenlijst/Libertas
Hieronder staat de kandidatenlijst van de Libertas voor de Europese Parlementsverkiezingen 2009.

## Kandidatenlijst
1. Eline van den Broek
2. Marten Schwandt
3. Alexander Brom
4. Ron Verschoor
5. Marlies Mulder
6. Maurice de Valk
7. Rob IJff
8. Benjamin Nura
9. Loubna Berrada
10. Sander Boon
11. Johann Grünbauer
12. Abraham de Kruijf
13. Johan Bronsdijk
14. Jeroen Nieuwesteeg
15. Oğuzhan Kilic
16. Gerrit van den Berg
17. Davy Jansen
18. Koen Schröder
19. Lukas Teijema
20. Alexander Strieker
21. Madelene Munnik
22. Floor Vreeswijk
23. Anton Brom
24. Hans Besseling

CDA · 
PvdA ·
VVD ·
GroenLinks ·
SP ·
CU-SGP ·
D66 ·
Newropeans ·
Europa Voordelig! & Duurzaam ·
Solidara ·
PvdD ·
Europese Klokkenluiders Partij ·
De Groenen ·
PVV ·
Liberaal Democratische Partij ·
Partij voor Europese Politiek ·
Libertas